# Solando Para Você Cantar e Dançar I
Após o bem-sucedido Ao Vivo I de 1997,Solando Para Você Cantar e Dançar I relembra grandes sucessos da banda Mastruz com Leite em versão instrumental ao solo do saxofone.

## Faixas
1. Minha Verdade / Cara Metade
2. Razões
3. Seis Cordas / Rock do Sertão
4. Somos Mastruz Com Leite
5. Na Ponta do Pé / Forróbodó
6. Onde Canta o Sabiá
7. Pedaço de Solidão
8. Olhinhos de Fogueira / Só Filé / Vamos pra Fogueira
9. Princípio,Meio e Fim / Barreiras
10. Parceira de Forró / Timidez
11. Dor de Saudade
12. Cabeça Bob's x Barriga Crescida
13. Me Diga / Fom Fomrom Fom Fom
14. Raízes do Nordeste
15. Noda de Caju
16. Eu Não sou Galinha Não